# Idrætsforeningen Jarl Arden
I.F. Jarl Arden (også benævnt Arden IF) er en idrætsforening i byen Arden. Klubben blev stiftet i 1902 og omfatter en bred række sportsafdelinger bl.a. fodbold, håndbold, badminton, svømning, volleyball, løb, armwrestling osv.

## Fodboldstadion
Arden Stadion er et fodboldstadion beliggende i Arden by. Stadionet bliver  benyttet af fodboldklubben Jarl Arden IF og har en tilskuerkapacitet på 5.000 (kun ståpladser)

## Tidligere kendte medlemmer
- Anja Andersen
- Jacob Barrett Laursen